# جيمس موراي (سياسي كندي)
جيمس موراي هو سياسي كندي، ولد في عام 1843 في سانت جونز في كندا، وتوفى في 16 يناير 1900. انتخب عضو المجلس النيابي لنيوفندلاند ولابرادور ‏ (1889 – 1894).